# Lula Pereira
Luiz Carlos Bezerra Pereira, mais conhecido como Lula Pereira (Olinda, 6 de junho de 1956 — Fortaleza, 7 de fevereiro de 2021), foi um treinador e futebolista brasileiro, que atuou como zagueiro.

## Carreira
Após defender como zagueiro as cores do Sport e do Santa Cruz em Pernambuco, Lula foi para o Ceará em 1980 onde encerrou a carreira.
Iniciou a carreira de técnico no time Sub-20 do Ceará, alcançando o título da categoria em 1988, vencendo todas as partidas disputadas.
Teve passagens pelo Flamengo, Brasiliense, Bahia, entre outros. Foi campeão catarinense pelo Figueirense em 1994, após um jejum de 20 anos do clube alvinegro, e campeão mineiro pelo América Mineiro, superando os grandes Cruzeiro e Atlético Mineiro.
Fez estágio de técnico na Europa e teve passagem pelo futebol do Oriente Médio.
No dia 17 de fevereiro de 2012, Lula Pereira foi anunciado como o novo técnico do Ceará para o restante da temporada. Entretanto, no dia 12 de março do mesmo ano, acabou sendo demitido após apenas 21 dias no comando do clube.

### Diretor de Futebol
Após ficar 4 anos desempregado, Lula Pereira foi confirmado como novo Diretor de Comissão Técnica do Ferroviário Atlético Clube, o Ferrão abriu o ano com uma goleada de 10–0 sobre o Campo Grande de Juazeiro do Norte. Em 29 de dezembro de 2016, com a mudança na presidência do Ferroviário Atlético Clube, o vínculo de Lula Pereira com o clube cearense chegou ao fim.
Lula também foi comentarista esportivo no programa Com a Bola Toda, da TV Ceará.

## Morte
Morreu aos 64 anos, vítima de complicações cardíacas. Em agosto de 2019, Lula havia sido internado após sofrer um Acidente Vascular Cerebral (AVC).

## Títulos
Ceará
- Campeonato Cearense: 1988 (sub-20), Campeonato Cearense: 1989, 1990 e 1998

Rio Branco
- Campeonato Paulista: 1998 e 1999 (Campeão do Interior)

Figueirense
- Campeonato Catarinense: 1994

União São João
- Campeonato Paulista: 1995 e 1997 (Campeão do Interior)
- Campeonato Brasileiro - Série B: 1996

Botafogo-SP
- Campeonato Paulista: 2000

América-MG
- Campeonato Mineiro: 2001

Brasiliense
- Campeonato Brasiliense: 2006